# Про нескінченність
«Про нескінченність» (швед. Om det oändliga) — шведсько-норвезько-німецький художній фільм 2019 року режисера Роя Андерссона, номінований на нагороду Венеціанського кінофестивалю «Золотий лев». Вдостоєний нагороди «Срібний лев».

## Стислий зміст
Збірка кіноновел, об'єднана оповідачем і одним наскрізним персонажем — священиком, якому щоночі сниться, як він волочить по вулицях сучасного шведського міста величезний хрест.
Це є фільм-роздуми про людське життя у ХХ столітті, незагоєні рани Другої світової війни, про красу і жорстокість людського існування, про його пишноти та банальності. Глядач блукає, мовби уві сні, слідуючи за оповідачем, який ніби казкова Шахерезада, плете напрямки міських історій. Ми зазираємо у зачинені вікна, відчинені двері та церковне захристя. Проникаємо у чужі сни й душі.
Цей фільм одночасно є ода життю і плач про безкрай. Сюжет створює калейдоскоп нескінченної історії про вразливість існування.
Прем'єра відбулася 2019 на 76-му Венеційському фестивалі в присутності режисера.